# Thông chính sứ ty
Thông chính sứ ty (通政使司, Office of Transmission), còn gọi là ty Thông chính, là cơ quan độc lập trung ương chuyên phụ trách việc tấu chương trong ngoài, chuyển đạt giấy tờ của triều đình xuống và nhận đơn tâu lên vua.
Theo Khâm định Đại Nam hội điển sự lệ, ty Thống chính gồm 1 Thông chính sứ trật Chánh tam phẩm, 1 Thông chính phó sứ trật Tòng tam phẩm, 1 Viên ngoại lang, 1 Chủ sự, 1 Tư vụ, Bát Cửu phẩm thư lại 2 viên, 10 viên Vị nhập lưu thư lại.
Thời Nguyễn, quan Thông chính sứ, Đại lý tự khanh, Đô sát viện Hữu đô ngự sử, và 6 vị Thượng thư Lục Bộ, hợp thành Cửu khanh của triều đình nhà Nguyễn.